# Maria Forshufvud
Maria Forshufvud född 22 oktober 1957 i Marieholm i  Reslövs församling utanför Eslöv, är sedan 2015 vd  på Svenskmärkning AB.

## Biografi
Forshufvud är utbildad agronom vid Sveriges Lantbruksuniversitet och har arbetat inom livsmedels- och lantbrukssektorn i hela sitt yrkesverksamma liv. År 2001 till 2006 var hon informationschef på Svalöf Weibull AB och därefter på Granngården mellan 2006 och 2009. 2010 blev hon vd för branschorganisationen Svenskt Kött, för att i november 2015 börja som vd på Svenskmärkning AB i Stockholm.
Maria Forshufvud är ledamot i Korvakademien. 2014 mottog hon tillsammans med medarbetare på Svenskt Kött Livsmedelspriset som delas ut av Livsmedelsföreningen. I december 2016 utsågs hon till nummer ett på Land Lantbruk 50-listan för de som gjort störst avtryck inom de gröna näringarna under 2016. Maria Forshufvud blev invald som ledamot i Svenska Skogs och Lantbruksakademien vid högtidssammankomsten i januari 2018.